# Marion County, Arkansas
Marion County är ett administrativt område i delstaten Arkansas, USA. År 2010 hade countyt 16 653 invånare. Den administrativa huvudorten (county seat) är Yellville.

## Geografi
Enligt United States Census Bureau har countyt en total area på 1 658 km². 1 547 km² av den arean är land och 111 km² är vatten.

### Angränsande countyn
- Ozark County, Missouri - nord
- Baxter County - öst
- Searcy County - syd
- Boone County - väst
- Taney County, Missouri - nordväst